# خال‌پولک
خال‌پولک (نام علمی: Psarolepis) نام یک سرده از رده گوشتی‌بالگان است.